# Александар Пантић (фудбалер, 1992)
Александар Пантић (Аранђеловац, 11. април 1992) српски је фудбалер. Игра на позицији штопера.

## Клупска каријера
Пантић је прошао све млађе категорије Партизана, али никада није дебитовао за први тим београдских црно–белих. Деби у сениорској конкуренцији имао је у дресу Рада у завршници сезоне 2010/11. Последњег дана летњег прелазног рока 2012. године потписао је једногодишњи уговор са Црвеном звездом. Код тренера Александра Јанковића је играо у стартној постави, али му је убрзо страдао менискус колена (против Јагодине - 3. новембра) који га је на дуже одвојио од терена. Након доласка Рикарда Са Пинта на клупу Звезде, Пантић је изгубио место у тиму. За црвено-беле је у сезони 2012/13. одиграо 13 првенствених утакмица и постигао један погодак у победи над екипом БСК Борче 7:2.
У лето 2013. године потписао је трогодишњи уговор са шпанским прволигашем Виљареалом. За Виљареал је дебитовао тек 6. јануара наредне године ушавши као замена у победи 5:2 над Рајо Ваљеканом. У другом делу сезоне 2013/14. наступио је на укупно девет утакмица за Виљареал у Примери. Дана 1. августа 2014. позајмљен је екипи Кордобе. За Кордобу је у сезони 2014/15. одиграо 29 утакмица у Примери али је клуб испао из лиге. И наредну 2015/16. сезону је провео на позајмици, овога пута у екипи Еибара где је наступио на 20 утакмица у Примери. У августу 2016. Виљареал га је трећи пут позајмио, овога пута екипи Алавеса. У Алавесу је током првог дела 2016/17. сезоне одиграо само две првенствене утакмице, уз четири наступа у Купу.
Дана 1. фебруара 2017. потписао је уговор са Динамом из Кијева. До краја сезоне 2016/17. наступио је на 13 утакмица у украјинској Премијер лиги. У првом делу сезоне 2017/18. наступио је на укупно пет утакмица, да би након тога изгубио место у тиму. Након више од годину дана без одигране утакмице, Пантић је крајем јануара 2019. отишао на позајмицу до краја сезоне у шпанског друголигаша Кадиз. Ипак ни за овај тим није забележио ниједан наступ. Одмах по доласку је доживео тешку повреду због које је пропустио целу полусезону. У лето 2019. вратио се у Динамо Кијев, али је 2. септембра 2019. споразумно раскинуо сарадњу са клубом.
У јуну 2020. године потписао је за кипарски клуб Докса Катокопија. У фебруару наредне године је прослеђен  на позајмицу у АЕЛ из Лимасола. У септембру 2021. потписао је уговор са пољским прволигашем Заглебјем. У овом клубу се задржао до јануара наредне године када је уговор раскинут. Након годину дана без клупског ангажмана, Пантић је у јануару 2023. потписао за шпанског друголигаша Луго.

## Репрезентација
Пантић је играо у млађим категоријама репрезентације Србије. У мају 2015, селектор младе репрезентације Србије Младен Додић је уврстио Пантића на коначан списак играча за Европско првенство 2015. године у Чешкој. Србија је завршила такмичење већ у групној фази са два пораза и једним нерешеним резултатом из три утакмице, а Пантић је наступио на све три утакмице на првенству.